# Matelea flavidula
Matelea flavidula là một loài thực vật có hoa trong họ La bố ma. Loài này được (Chapm.) Woodson mô tả khoa học đầu tiên năm 1941.